# Lepha Eliza Bailey
Lepha Eliza Bailey (21 de enero de 1845-1 de mayo de 1924) fue una escritora, conferenciante y reformadora social estadounidense.
Su infancia transcurrió en Wisconsin cuando esa parte del país era una zona salvaje. Después se convirtió en una conferenciante de renombre nacional sobre la templanza y el sufragio femenino. En 1880, fue invitada a hablar bajo los auspicios de la Ley seca en los Estados Unidos. Respondió y continuó trabajando en la parte este de los Estados Unidos hasta que esa sociedad se disolvió, y finalmente se fusionó con el Partido de la Prohibición, bajo cuyos auspicios trabajó durante años sobre el movimiento por la Templanza.
Dio cientos de conferencias sobre temas de reforma, y fue una de las líderes más talentosas en el campo de la Ley seca en los Estados Unidos. Contribuyó ampliamente en la prensa periódica, dirigió varios departamentos de periódicos y fue autora de varias obras en prosa y en verso.

## Primeros años y educación
Lepha Eliza Dunton nació en Battle Creek (Míchigan), el 21 de enero de 1845. Su padre era de ascendencia escocesa. Ambos padres nacieron y se criaron en Georgia (Vermont), y su familia consistió en nueve hijos, todos nacidos en Georgia de Vermont, excepto Bailey, la menor. Desde Vermont, sus padres se trasladaron, con toda su familia, a Battle Creek en el otoño de 1840. Míchigan era en ese momento una tierra salvaje intacta.
Recibió su educación en las escuelas públicas de su ciudad natal, y en el Battle Creek College —que se convirtió en la Universidad Andrews—.

## Carrera
Bailey se convirtió en maestra en una escuela rural cuando únicamente tenía catorce años. En los primeros años de vida, Bailey también contribuyó en los periódicos locales. Fue miembro de muchas organizaciones locales, incluyendo la Unión Cristiana de Mujeres por la Templanza (WCTU), Sovereigns of Industry, Independent Order of Good Templars, y The Grange, y era una oficiante de cada una. Cuando el movimiento del ciborno se hizo prominente, Bailey se interesó activamente en su desarrollo, y se fechó su trabajo como oradora de su trabajo local para la WCTU y los clubes del ciborno.
Bailey editó una sección en el Our Age, publicado en Battle Creek, continuando por tres años. En 1876-1877, escribió mucho para el Grange Visitor, y dio charlas sobre la cuestión laboral ante las asambleas de The Grange, en ese momento floreciente en Míchigan. En 1878, fue invitada por el comité de enmienda del Estado, para sondear su propio condado sobre la cuestión de una enmienda prohibitiva presentada al pueblo. Dio 200 conferencias, hablando en ciudades, pueblos y distritos escolares. Durante los dos años anteriores, Bailey había estado hablando ocasionalmente sobre la cuestión de la templanza y el sufragio femenino, pero su activismo público comenzó con la campaña de enmienda en su propio Estado, después de lo cual estuvo constantemente en el servicio exterior, habiendo participado activamente en todos los Estados en los que se había inaugurado una campaña de enmienda. En 1880, Bailey fue invitada a hablar bajo los auspicios de la Alianza Nacional de Prohibición. Ella respondió, y trabajó en el campo hasta que esa sociedad se disolvió, y finalmente se fusionó con el Partido de la Prohibición.

## Vida personal
El 21 de octubre de 1873 se casó con Lewis Bailey, de Battle Creek. Tuvieron cuatro hijos, dos de los cuales murieron en la infancia. Murió el 1 de mayo de 1924 en Lake Worth (Florida), y está enterrada en el Cementerio Pinecrest en Lake Worth.